# Ливадска трептељка
Ливадска трептељка (лат. Anthus pratensis) је мала птица певачица која се гнезди широм већег дела Палеарктика, од југоисточног Гренланда и Исланда источно до источно од Уралских планина у Русији, и јужно до централне Француске и Румуније; изолована популација се јавља и на Кавкаским планинама. Ливадска трептељка је миграторна птица преко већег дела свог подручја, зимујући у јужној Европи, северној Африци и југозападној Азији, али је током целе године насељена у западној Европи, иако се чак и овде многе птице зими селе на обалу или низије.

## Таксономија
Ливадску трептељку је формално описао шведски природњак Карл фон Лине 1758. године у 10. издању своје „Systema Naturae“ под биномним називом Alauda pratensis. Типичан локалитет је Шведска. Ливадска трептељка је сада типска врста рода Anthus који је 1805. године увео немачки природњак Јохан Матеус Бехштајн. Врста је монотипска ; нису препознате подврсте.
Генеричко име Anthus је латински назив за малу птицу травнатих површина коју помиње Плиније Старији, а специфични епитет pratensis значи „са ливаде“, од pratum, „ливада“. Име „pit“, које је први пут документовао Томас Пенант 1768. године, је ономатопејско, из оглашаваља ове врсте. Стара народна имена, која се више не користе, укључују „chit lark“, „peet lark“, „tit lark“ и „titling“; она се односе на њену малу величину и површну сличност са шевом.

## Опис
Ово је широко распрострањена и често бројна мала трептељка, величине  14,5-15 цм дужине и тежине 15-22 г. Ливадска трептељка је врста која се не разликује од других на земљи, углавном је смеђе боје одозго и жућкасто-жуте одоздо, са тамнијим пругама на већем делу перја; реп је смеђ, са уским белим бочним ивицама. Има танак кљун и бледо ружичасто-жуте ноге; задња канџа је упадљиво дугачка, дужа од остатка задњих прстију. Оглашавање је слабо "ци-ци". Једноставна понављајућа песма се даје у кратком певачком лету. Птице које се гнезде у Ирској и западној Шкотској су нешто тамније обојене од оних у другим областима и често се разликују као подврста A. p. whistleri, иако се клинички преклапа са номиналном A. p. pratensis која се налази у остатку ареала врсте.
Слична је риђогрлој трептељки (Anthus cervinus), која је јаче пругаста и (само лети) има наранџастоцрвено грло, и шумској трептељки (Anthus trivialis), која је нешто већа, мање пругаста, има јаче ознаке на лицу и краћу задњу канџу. Песма ливадске трептељке се убрзава пред крај, док се песма шумске трептељке успорава.

## Распрострањеност и станиште
Ливадска трептељка је првенствено врста отворених станишта, било необрађених или пољопривредно ниског интензитета, као што су травњаци, мочваре и вресишта, али се јавља и у малом броју на обрадивом земљишту. Зими користи и слане мочваре, а понекад и отворене шуме. То је прилично копнена трептељка, увек се храни на земљи, али користи уздигнута места попут жбуња, ограда или електричних жица као осматрачнице за посматрање предатора.
Укупна популација се процењује на 12 милиона парова. То је бројна врста на северу свог ареала и генерално најчешћа птица гнездилица британских висоравни, али је ређа даље на југу. Густина гнежђења креће се од 80 парова по км² у северној Скандинавији, до 5-20 парова по км² на травнатим подручјима на југу подручја гнежђења, и само 1 пар по по км² на обрадивим пољопривредним земљиштима. Неколико изолованих гнездећих парова забележено је јужно од главног подручја распрострањености, у планинама Шпаније, Италије и северног Балкана. Дошло је до општег пада популације у последњих 17 година, најзначајније на француским пољопривредним земљиштима, где је врста опала за 68%.

## Понашање

### Гнежђење
Гнездо је на земљи, у густој вегетацији, са два до седам (обично често три до пет) јаја; јаја се излегу након 11-15 дана, а птићи добијају комплетно перје 10-14 дана након излегања. Обично се сваке године подижу два легла. Ова врста је један од најважнијих домаћина гнезда кукавице (Cuculus canorus), а такође је и важан плен за мале соколове (Falco columbarius) и пољске еје (Circus cyaneus).

### Исхрана и храњење
Исхрана ливадске трептељке се углавном састоји од инсеката и других бескичмењака, углавном ситних и мањих од 5 мм. Такође једе семе трава, шаша, рогоза и вреса, као и бобице, посебно зими.

## Галерија
- Ливадска трептељка  Северно море,Белгија
- Гнездо са јајима
- Јаја  колекција Музеја Висбаден
- Cuculus canorus canorus у гнезду Anthus pratensis - MHNT